# Union Bridge
Union Bridge és una població dels Estats Units a l'estat de Maryland. Segons el cens del 2000 tenia 989 habitants.

## Demografia
Segons el cens del 2000, Union Bridge tenia 989 habitants, 372 habitatges, i 265 famílies. La densitat de població era de 449,2 habitants per km².
Dels 372 habitatges en un 36,8% hi vivien nens de menys de 18 anys, en un 53% hi vivien parelles casades, en un 13,2% dones solteres, i en un 28,5% no eren unitats familiars. En el 22,8% dels habitatges hi vivien persones soles el 7,8% de les quals corresponia a persones de 65 anys o més que vivien soles. El nombre mitjà de persones vivint en cada habitatge era de 2,66 i el nombre mitjà de persones que vivien en cada família era de 3,11.
Per edats la població es repartia de la següent manera: un 28,9% tenia menys de 18 anys, un 6,3% entre 18 i 24, un 30,3% entre 25 i 44, un 21,3% de 45 a 60 i un 13,1% 65 anys o més.
L'edat mediana era de 36 anys. Per cada 100 dones de 18 o més anys hi havia 92,1 homes.
La renda mediana per habitatge era de 36.250 $ i la renda mediana per família de 37.500 $. Els homes tenien una renda mediana de 31.563 $ mentre que les dones 20.083 $. La renda per capita de la població era de 17.827 $. Entorn del 10,6% de les famílies i el 13,7% de la població estaven per davall del llindar de pobresa.

## Poblacions més properes
El següent diagrama mostra les poblacions més properes.